# 10358 Kirchhoff
10358 Kirchhoff (1993 TH32) là một tiểu hành tinh vành đai chính được phát hiện ngày 9 tháng 10 năm 1993 bởi E. W. Elst ở Đài thiên văn Nam Âu.